# Šnjegavić
Šnjegavić is een plaats in de gemeente Brestovac in de Kroatische provincie Požega-Slavonië. De plaats telt 13 inwoners (2001).